# Tłumik absorpcyjny
Tłumik absorpcyjny – urządzenie składające się z perforowanej rury i waty tłumiącej, która otacza rurę. Przepływające przez rurę spaliny przez wykonane w niej otworki mają kontakt z przestrzenią wypełnioną watą tłumiącą. Wata tłumiąca w czasie kontaktu ze spalinami tłumi ich drgania na skutek tarcia mechanicznego. Tłumik ten tłumi tylko drgania o dużej częstotliwości (powyżej 500 Hz), dlatego nie jest wystarczający i stosuje się go wraz z innymi tłumikami w tłumiku kombinowanym.